# Die Ideale

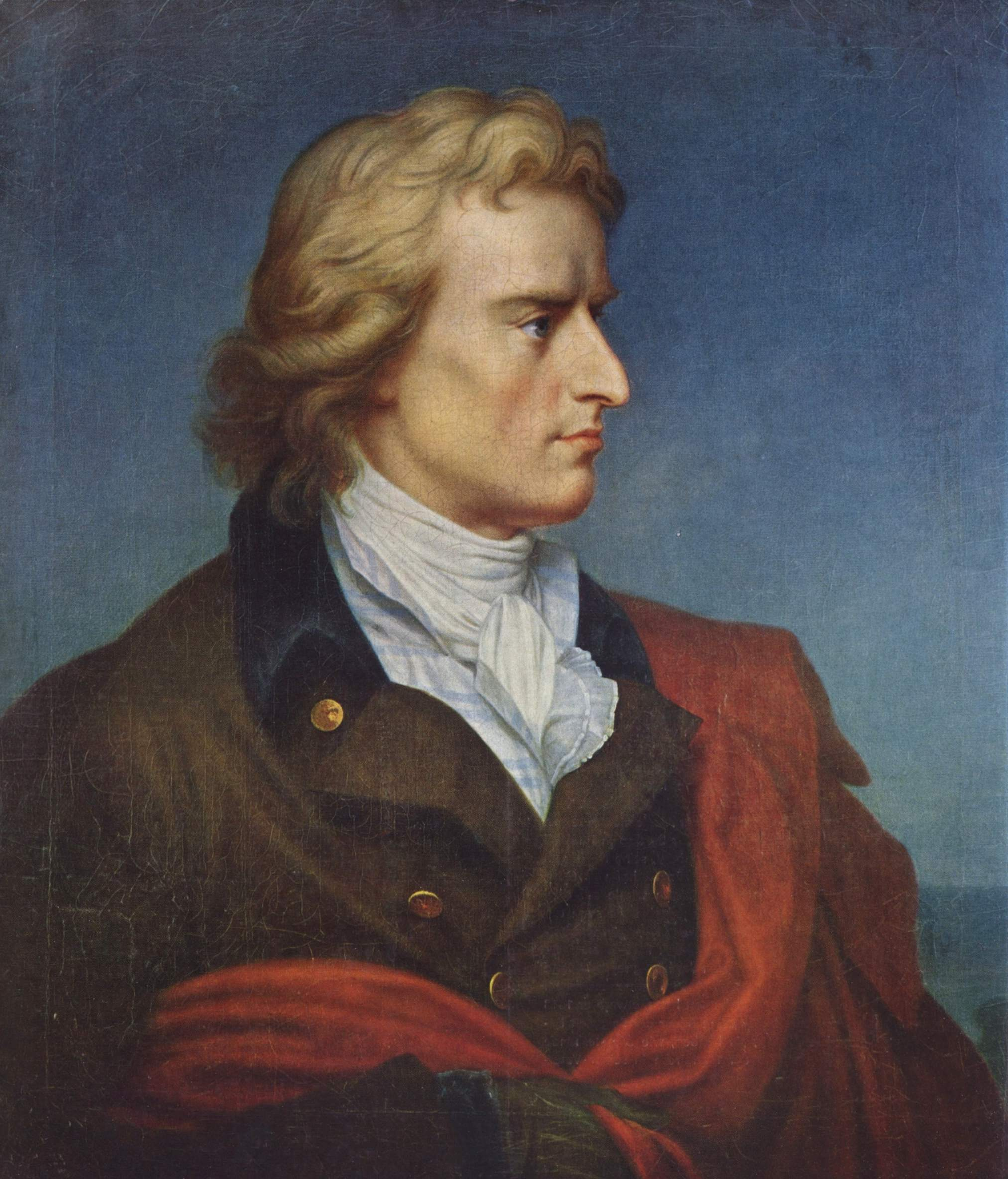
L'œuvre est inspirée du Poème philosophique de Friedrich Schiller.

Die Ideale (français : Les Idéaux) S.106 est un poème symphonique composé par Franz Liszt entre 1849 et 1854. Il est le 12e de son cycle de treize poèmes symphoniques écrits pendant son séjour à Weimar. 

## Structure
L'œuvre commence par un Andante en ré mineur, expressif, triste et plein de pessimisme Schiller. Ensuite, un Allegro spirituoso en Fa mineur alterne plusieurs épisodes contrastés, avant une apothéose finale.
Il est rarement joué dans le répertoire courant. Il fut créé au Théâtre de la Cour de Weimar le 5 septembre 1857, sous la direction de Liszt. Il dure à peu près 27 minutes. 